# Lista foștilor membri ai Camerei Reprezentanților Statelor Unite ale Americii: D
Această este o listă a foștilor membri ai Camerei Reprezentanților Statelor Unite ale Americii al căror nume de familie începe cu litera D.
| Reprezentant                | Ani                  | Stat           | Partid                 |
| --------------------------- | -------------------- | -------------- | ---------------------- |
| Thomas D'Alesandro, Jr.     | 1939-1947            | Maryland       | Democrat               |
| Norman D'Amours             | 1975-1985            | New Hampshire  | Democrat               |
| Wesley A. D'Ewart           | 1945-1955            | Montana        | Republican             |
| Emilio Q. Daddario          | 1959-1971            | Connecticut    | Democrat               |
| Rollin M. Daggett           | 1879-1881            | Nevada         | Republican             |
| Porter H. Dale              | 1915-1923            | Vermont        | Republican             |
| J. Burrwood Daly            | 1935-1939            | Pennsylvania   | Democrat               |
| Samuel W. Dana              | 1797-1810            | Connecticut    | Federalist             |
| Joseph Dane                 | 1820-1823            | Maine          | Federalist             |
| Robert Williams Daniel, Jr. | 1973-1983            | Virginia       | Republican             |
| Bill Dannemeyer             | 1979-1993            | California     | Republican             |
| Joel B. Danner              | 1850-1851            | Pennsylvania   | Democrat               |
| Pat Danner                  | 1993-2001            | Missouri       | Democrat               |
| George Darden               | 1983-1995            | Georgia        | Democrat               |
| Archibald B. Darragh        | 1901-1909            | Michigan       | Republican             |
| Tom Daschle                 | 1979-1987            | South Dakota   | Democrat               |
| Hal Daub                    | 1981-1989            | Nebraska       | Republican             |
| Thomas Davee                | 1837-1841            | Maine          | Democrat               |
| Harry J. Davenport          | 1949-1951            | Pennsylvania   | Democrat               |
| James Davenport             | 1796-1797            | Connecticut    | Federalist             |
| James S. Davenport          | 1907-1909, 1911-1917 | Oklahoma       | Democrat               |
| John Davenport              | 1799-1817            | Connecticut    | Federalist             |
| Stanley W. Davenport        | 1899-1901            | Pennsylvania   | Democrat               |
| Robert H. M. Davidson       | 1877-1891            | Florida        | Democrat               |
| Charles Russell Davis       | 1903-1925            | Minnesota      | Republican             |
| Clifford Davis              | 1940-1965            | Tennessee      | Democrat               |
| Ewin L. Davis               | 1919-1933            | Tennessee      | Democrat               |
| Glenn Robert Davis          | 1947-1957, 1965-1974 | Wisconsin      | Republican             |
| Henry Winter Davis          | 1855-1861            | Maryland       | American               |
| Henry Winter Davis          | 1863-1865            | Maryland       | Unionist Necondițional |
| James C. Davis              | 1947-1963            | Georgia        | Democrat               |
| Jim Davis                   | 1997-2007            | Florida        | Democrat               |
| John Davis                  | 1839-1841            | Pennsylvania   | Democrat               |
| John Davis                  | 1891-1895            | Kansas         | Populist               |
| John William Davis          | 1961-1975            | Georgia        | Democrat               |
| Robert William Davis        | 1979-1993            | Michigan       | Republican             |
| Robert Wyche Davis          | 1897-1905            | Florida        | Democrat               |
| Thomas Davis                | 1853-1855            | Rhode Island   | Democrat               |
| John L. Dawson              | 1851-1855, 1863-1867 | Pennsylvania   | Democrat               |
| William A. Dawson           | 1947-1949, 1953-1959 | Utah           | Republican             |
| William Crosby Dawson       | 1836-1841            | Georgia        | Whig                   |
| Robert E. De Forest         | 1891-1895            | Connecticut    | Democrat               |
| Kika de la Garza            | 1965-1997            | Texas          | Democrat               |
| Hugh De Lacy                | 1945-1947            | Washington     | Democrat               |
| Robert C. De Large          | 1871-1873            | South Carolina | Republican             |
| Peter J. De Muth            | 1937-1939            | Pennsylvania   | Democrat               |
| Sidney Dean                 | 1855-1857            | Connecticut    | American               |
| Sidney Dean                 | 1857-1859            | Connecticut    | Republican             |
| Braswell Deen               | 1933-1939            | Georgia        | Democrat               |
| Tom DeLay                   | 1985-2006            | Texas          | Republican             |
| John R. Dellenback          | 1967-1975            | Oregon         | Republican             |
| Ron Dellums                 | 1971-1999            | California     | Democrat               |
| Benjamin F. Deming          | 1833-1834            | Vermont        | Anti-Masonic           |
| Henry C. Deming             | 1863-1867            | Connecticut    | Republican             |
| Jim DeMint                  | 1999-2005            | South Carolina | Republican             |
| John J. Dempsey             | 1935-1941, 1951-1958 | New Mexico     | Democrat               |
| Lawrence J. DeNardis        | 1981-1983            | Connecticut    | Republican             |
| Edwin C. Denby              | 1905-1911            | Michigan       | Republican             |
| Frank E. Denholm            | 1971-1975            | South Dakota   | Democrat               |
| Charles Denison             | 1863-1867            | Pennsylvania   | Democrat               |
| Dudley C. Denison           | 1875-1877            | Vermont        | Independent Republican |
| Dudley C. Denison           | 1877-1879            | Vermont        | Republican             |
| Robert V. Denney            | 1967-1971            | Nebraska       | Republican             |
| David W. Dennis             | 1969-1975            | Indiana        | Republican             |
| John Dennis                 | 1797-1805            | Maryland       | Federalist             |
| John Dennis                 | 1837-1841            | Maryland       | Whig                   |
| Littleton P. Dennis         | 1833-1834            | Maryland       | Național Republican    |
| James W. Denny              | 1899-1901, 1903-1905 | Maryland       | Democrat               |
| George Dent                 | 1793-1795            | Maryland       | Pro-Administrație      |
| George Dent                 | 1795-1801            | Maryland       | Federalist             |
| John H. Dent                | 1958-1979            | Pennsylvania   | Democrat               |
| William Dent                | 1853-1855            | Georgia        | Democrat               |
| Franklin L. Dershem         | 1913-1915            | Pennsylvania   | Democrat               |
| Robert Desha                | 1827-1831            | Tennessee      | Democrat               |
| Peter Deutsch               | 1993-2005            | Florida        | Democrat               |
| James Devereux              | 1951-1959            | Maryland       | Republican             |
| Edward Devitt               | 1947-1949            | Minnesota      | Republican             |
| Arthur G. Dewalt            | 1915-1921            | Pennsylvania   | Democrat               |
| William L. Dewart           | 1857-1859            | Pennsylvania   | Democrat               |
| Mike DeWine                 | 1983-1991            | Ohio           | Republican             |
| George Gibbs Dibrell        | 1875-1885            | Tennessee      | Democrat               |
| Charles H. Dickerman        | 1903-1905            | Pennsylvania   | Democrat               |
| Jay Dickey                  | 1993-2001            | Arkansas       | Republican             |
| David W. Dickinson          | 1833-1835            | Tennessee      | Democrat               |
| David W. Dickinson          | 1843-1845            | Tennessee      | Whig                   |
| William Dickson             | 1801-1807            | Tennessee      | Democrat-Republican    |
| Gerrit J. Diekema           | 1908-1911            | Michigan       | Republican             |
| Martin Dies, Jr.            | 1931-1958            | Texas          | Democrat               |
| Charles E. Dietrich         | 1935-1937            | Pennsylvania   | Democrat               |
| Robert E. Difenderfer       | 1911-1915            | Pennsylvania   | Democrat               |
| Charles Diggs               | 1955-1980            | Michigan       | Democrat               |
| Clarence Dill               | 1915-1919            | Washington     | Democrat               |
| Paul Dillingham, Jr.        | 1843-1847            | Vermont        | Democrat               |
| Charles H. Dillon           | 1913-1919            | South Dakota   | Republican             |
| Milo M. Dimmick             | 1849-1853            | Pennsylvania   | Democrat               |
| William H. Dimmick          | 1857-1861            | Pennsylvania   | Democrat               |
| Davis Dimock, Jr.           | 1841-1842            | Pennsylvania   | Democrat               |
| John D. Dingell, Sr.        | 1933-1955            | Michigan       | Democrat               |
| Nelson Dingley, Jr.         | 1881-1899            | Maine          | Republican             |
| Hugh A. Dinsmore            | 1893-1905            | Arkansas       | Democrat               |
| Wesley E. Disney            | 1931-1945            | Oklahoma       | Democrat               |
| Henry Aldous Dixon          | 1955-1961            | Utah           | Republican             |
| James Dixon                 | 1845-1849            | Connecticut    | Whig                   |
| Joseph M. Dixon             | 1903-1907            | Montana        | Republican             |
| Julian C. Dixon             | 1979-2000            | California     | Democrat               |
| Nathan F. Dixon             | 1849-1851            | Rhode Island   | Whig                   |
| Nathan F. Dixon             | 1863-1871            | Rhode Island   | Republican             |
| Nathan F. Dixon, III        | 1885                 | Rhode Island   | Republican             |
| William W. Dixon            | 1891-1893            | Montana        | Democrat               |
| Christopher Dodd            | 1975-1981            | Connecticut    | Democrat               |
| Thomas J. Dodd              | 1953-1957            | Connecticut    | Democrat               |
| Francis H. Dodds            | 1909-1913            | Michigan       | Republican             |
| Bob Dole                    | 1961-1969            | Kansas         | Republican             |
| Peter H. Dominick           | 1961-1963            | Colorado       | Republican             |
| George A. Dondero           | 1933-1957            | Michigan       | Republican             |
| Ignatius L. Donnelly        | 1863-1869            | Minnesota      | Republican             |
| Michael Donohoe             | 1911-1915            | Pennsylvania   | Democrat               |
| Jeremiah Donovan            | 1913-1915            | Connecticut    | Democrat               |
| Cal Dooley                  | 1991-2005            | California     | Democrat               |
| Dudley Doolittle            | 1913-1919            | Kansas         | Democrat               |
| William H. Doolittle        | 1893-1897            | Washington     | Republican             |
| Frank E. Doremus            | 1911-1921            | Michigan       | Democrat               |
| Byron Dorgan                | 1981-1992            | North Dakota   | Democrat               |
| William Jennings Bryan Dorn | 1947-1949, 1951-1974 | South Carolina | Democrat               |
| Bob Dornan                  | 1977-1983, 1985-1997 | California     | Republican             |
| Clement Dorsey              | 1825-1831            | Maryland       | Național Republican    |
| Frank J. G. Dorsey          | 1935-1939            | Pennsylvania   | Democrat               |
| George W. E. Dorsey         | 1885-1891            | Nebraska       | Republican             |
| Charles Dougherty           | 1885-1889            | Florida        | Democrat               |
| Robert L. Doughton          | 1911-1952            | North Carolina | Democrat               |
| Lewis W. Douglas            | 1927-1933            | Arizona        | Democrat               |
| Le Roy D. Downs             | 1941-1943            | Connecticut    | Democrat               |
| Herbert J. Drane            | 1917-1933            | Florida        | Democrat               |
| Ira W. Drew                 | 1937-1939            | Pennsylvania   | Democrat               |
| John F. Driggs              | 1863-1869            | Michigan       | Republican             |
| Robert Drinan               | 1971-1981            | Massachusetts  | Democrat               |
| Denis J. Driscoll           | 1935-1937            | Pennsylvania   | Democrat               |
| William J. Driver           | 1921-1939            | Arkansas       | Democrat               |
| Augustus Drum               | 1853-1855            | Pennsylvania   | Democrat               |
| Dudley M. Du Bose           | 1871-1873            | Georgia        | Democrat               |
| Pierre S. du Pont, IV       | 1971-1977            | Delaware       | Republican             |
| John Duncan, Sr.            | 1965-1988            | Tennessee      | Republican             |
| Robert B. Duncan            | 1963-1967, 1975-1981 | Oregon         | Democrat               |
| William A. Duncan           | 1883-1884            | Pennsylvania   | Democrat               |
| Robert P. Dunlap            | 1843-1847            | Maine          | Democrat               |
| William C. Dunlap           | 1833-1837            | Tennessee      | Democrat               |
| James Whitney Dunn          | 1981-1983            | Michigan       | Republican             |
| Jennifer Dunn               | 1993-2005            | Washington     | Republican             |
| Matthew A. Dunn             | 1933-1941            | Pennsylvania   | Democrat               |
| Poindexter Dunn             | 1879-1889            | Arkansas       | Democrat               |
| Mark H. Dunnell             | 1871-1883, 1889-1891 | Minnesota      | Republican             |
| George H. Durand            | 1875-1877            | Michigan       | Democrat               |
| Dick Durbin                 | 1983-1997            | Illinois       | Democrat               |
| Job Durfee                  | 1821-1825            | Rhode Island   | Democrat-Republican    |
| Nathaniel B. Durfee         | 1855-1857            | Rhode Island   | American               |
| Nathaniel B. Durfee         | 1857-1859            | Rhode Island   | Republican             |
| Edwin R. Durno              | 1961-1963            | Oregon         | Republican             |
| Gabriel Duvall              | 1794-1795            | Maryland       | Anti-Administrație     |
| Gabriel Duvall              | 1795-1796            | Maryland       | Democrat-Republican    |
| Theodore Dwight             | 1806-1807            | Connecticut    | Federalist             |
| Henry Dworshak              | 1939-1947            | Idaho          | Republican             |
| Bernard J. Dwyer            | 1981-1993            | New Jersey     | Democrat               |
| Florence P. Dwyer           | 1957-1973            | New Jersey     | Republican             |
| Roy Dyson                   | 1981-1991            | Maryland       | Democrat               |